# Hung
Hung is een Amerikaanse comedyserie. Hiervan werden dertig afleveringen gemaakt die oorspronkelijk van 28 juni 2009 tot en met 4 december 2011 werden uitgezonden op HBO. Comedy Central bracht de serie in Nederland uit.
Hung werd in zowel 2010, 2011 als 2012 genomineerd voor de Golden Globe voor beste hoofdrolspeler in een comedyserie (Thomas Jane) en in 2010 ook voor die voor beste hoofdrolspeelster in een comedyserie (Jane Adams). De serie werd in 2010 bovendien genomineerd voor een Primetime Emmy Award voor de cinematografie, de Writers Guild of America Award voor beste nieuwe serie en de Satellite Awards voor beste acteur in een comedyserie (Jane) en beste actrice in een comedyserie (Adams).

## Uitgangspunt
Ray Drecker is een gescheiden leraar geschiedenis op een middelbare school in Detroit. Zijn tweelingzoon en -dochter Damon en Darby wonen bij zijn ex-vrouw Jessica Haxon, die is hertrouwd. Ray heeft het financieel niet breed en ziet dat probleem groter worden wanneer zijn huis afbrandt. Wat Ray wel heeft, is een uitzonderlijk grote penis. Hij besluit die in te zetten om zijn geldproblemen op te lossen en begint samen met vriendin Tanya Skagle een eigen zaak, genaamd Happiness Consultants. Daarin zoeken ze samen naar vrouwen die gebruik willen maken van Rays diensten als gigolo. Ray probeert tegelijkertijd ook om buiten deze werkzaamheden een zo normaal mogelijk leven te leiden.

## Trivia
Thomas Jane werd een sekssymbool met de rol van de man met een grote penis. Zelf brengt hij het naar 17 centimeter en is daarmee, net als zijn serieheld, ruim boven het gemiddelde. In een interview legde hij ook zijn penisgrootte uit als een ideaal en rolmodel voor mannelijke kijkers: "Meer jongens staarden naar mijn kruis dan meisjes. [...] Trouwens, als iemand echt mijn penis wil zien, laat ik hem dat zien. Op een feestje was er eigenlijk iemand die zei: "Hé, laten we je penis eens zien", en ik trok hem eruit. " 

## Rolverdeling
Alleen personages die verschijnen in tien of meer afleveringen vermeld
- Thomas Jane - Ray Drecker (30 afleveringen)
- Jane Adams - Tanya Skagle (30 afleveringen)
- Charlie Saxton - Damon Drecker (30 afleveringen)
- Sianoa Smit-McPhee - Darby Drecker (30 afleveringen)
- Anne Heche - Jessica Haxon (30 afleveringen)
- Rebecca Creskoff - Lenore Bernard (28 afleveringen)
- Gregg Henry - Mike (25 afleveringen)
- Eddie Jemison - Ronnie Haxon (21 afleveringen)
- Lennie James - Charlie (15 afleveringen)
- Marylouise Burke - Jessica's moeder (11 afleveringen)
- Stephen Amell - Jason (10 afleveringen)
- Alanna Ubach - Yael Koontz (10 afleveringen)
- Loren Lester - Howard Koontz (10 afleveringen)